# Ed Dawson
Edward John Dawson, detto Ed (Alford, 10 ottobre 1907 – Windsor, 24 ottobre 1968), è stato un cestista canadese.

## Carriera
Ha vinto la medaglia d'argento con la nazionale di pallacanestro del Canada alle Olimpiadi di Berlino 1936, giocando tre partite.